# Olavi Salsola
Olavi Armas Tapani Salsola (* 26. Dezember 1933 in Keuruu; † 8. Oktober 1995 in Rauma) war ein finnischer Mittelstreckenläufer. 1957 hielt er zusammen mit seinem Landsmann Olavi Salonen für einen Tag den Weltrekord über 1500 Meter.
Salsola nahm 1956 an den Sommerspielen in Melbourne teil. Über 1500 Meter scheiterte er aber im Vorlauf. 1957 wurde Salsola zum zweiten Mal nach 1955 finnischer Meister auf der 800-Meter-Distanz. Am 11. Juli 1957 startete er in Turku bei einem 1500-Meter-Lauf. Salsola gewann diesen Lauf zeitgleich mit Olavi Salonen. Die dabei erreichten 3:40,2 Minuten bedeuteten einen neuen Weltrekord. Auch der Dritte in diesem Rennen – Olavi Vuorisalo (3:40,3 Minuten) – blieb unter der alten Weltrekordzeit (3:40,6 Minuten), die der Ungar István Rózsavölgyi im August 1956 aufgestellt hatte. Bereits am Tag darauf verloren Salonen und Salsola den 1500-Meter-Weltrekord an den Tschechoslowaken Stanislav Jungwirth, der in Stará Boleslav die 1500 Meter in 3:38,1 Minuten lief. Bei der Auszeichnung zum finnischen Sportler des Jahres 1957 kam Salsola auf den fünften Platz. Den Titel erhielt Olavi Vuorisalo. 1958 erreichte Salsola einen zwölften Platz bei den Europameisterschaften in Stockholm.
Olavi Salsola startete für die Vereine Kemin Kunto, Tampereen Pyrintö und Turun Urheiluliitto.

## Erfolge
- 1500-Meter-Weltrekord 1957 mit 3:40,2 Minuten
- Finnischer Meister 1955 und 1957 (beide Male über 800 Meter) sowie 1957 und 1958 in der 4-mal-800-Meter-Staffel
- Finnischer Vizemeister 1956 (1500 Meter)
- Dritter Platz bei den finnischen Meisterschaften 1958 (1500 Meter)

## Persönliche Bestleistungen
- 800-Meter-Lauf: 1:48,3 Minuten (1956)
- 1000-Meter-Lauf: 2:20,2 Minuten (1957)
- 1500-Meter-Lauf: 3:40,2 Minuten (11. Juli 1957 in Turku; Weltrekord)
- 1 Meile (1609 m): 4:00,2 Minuten (1957)
- 3000-Meter-Lauf: 8:09,8 Minuten (1957)